# Wassermokassinotter
Die Wassermokassinotter (Agkistrodon piscivorus) ist eine im Südosten der USA weit verbreitete Schlangenart, die in drei Unterarten auftritt. Sie gehört zur Unterfamilie der Grubenottern. Gelegentlich wird sie auch als Wassermokassinschlange bezeichnet. Die Art ist eng an stehende Gewässer aller Art gebunden, sie erbeutet dort alle vorkommenden kleinen Wirbeltiere, außerdem verschiedene Wirbellose und frisst gelegentlich auch Aas. Die Wassermokassinotter ist wie alle Grubenottern giftig, der Biss ist für Menschen jedoch nur sehr selten tödlich.

## Beschreibung
Wassermokassinottern sind gedrungen und kräftig gebaut. Die Körperlänge variiert stark und liegt meist zwischen 75 und 155 cm, die größten Exemplare können 185 cm lang werden. Die Art ist damit die größte der Gattung. Männchen sind im Mittel deutlich größer als Weibchen und etwa doppelt so schwer. Beispielsweise waren auf den Cedar Key Islands vor der Westküste Floridas geschlechtsreife Weibchen im Mittel 98,4 cm lang, geschlechtsreife Männchen im Mittel 122,4 cm. Weibchen wogen im Mittel 635 g, Männchen 1.126 g.

### Beschuppung
Die Art zeigt meist neun große, symmetrische Schilde auf der Kopfoberseite. Die Parietalia sind jedoch häufig insbesondere zum Schwanzende hin (posterior) in mehrere kleinere Schuppen fragmentiert. Außerdem zeigt das Frontale häufig kleine Schuppen angrenzend an seine Ecken. Als einzige Vertreterin der Gattung hat A. piscivorus kein Zügelschild (Loreale) zwischen Nasenöffnung und Auge. Die Anzahl der Supralabialia beträgt 6 bis 9, die Zahl der Infralabialia 8 bis 12.
Die Rückenschuppen sind in der Körpermitte in 23–27, im Mittel 25 Längsreihen angeordnet. Die Anzahl der Bauchschuppen (Ventralschilde) variiert bei Männchen zwischen 130 und 145 bei Weibchen zwischen 128 und 144, die Zahl der Subcaudalia zwischen 38 und 54 bei Männchen und 36 bis 50 bei Weibchen.

### Färbung
Die Grundfarbe der Oberseite ist schwarz, grau, gelbbraun, dunkelbraun oder dunkel olivgrün. Je nach Population sind auf dem Rücken im Mittel 12 bis 13 dunkelbraune bis schwarze Querbänder vorhanden. Diese Bänder sind oft schwarz begrenzt und im Zentrum so hell wie die Grundfarbe des Körpers. Mit zunehmendem Alter wird diese Bänderung immer undeutlicher, insbesondere im Südosten des Areals können alte Individuen dann mehr oder weniger einfarbig dunkel gefärbt sein. Generell sind Vertreter der Art im östlichen und südöstlichen Teil des Verbreitungsgebietes blasser gefärbt und zugleich größer als jene in den westlichen zwei Dritteln des Areals.
Jungtiere haben ein auffälligeres Erscheinungsbild. Sie zeigen eine deutliche, dunkle und helle Bänderung und ein hell gelbgrünes Schwanzende. Wenn sie älter werden, verblasst die Musterung und die helle Schwanzfärbung wechselt über hellgrün zur dunklen Grundfarbe des übrigen Körpers.

### Ähnliche Arten
Innerhalb ihres Verbreitungsgebietes kann A. piscivorus am ehesten mit dem Kupferkopf (Agkistrodon contortrix) verwechselt werden. Diesem fehlt jedoch der Postokularstreifen (ein breiter Streifen hinter dem Auge), und die Rückenschuppen stehen in der Körpermitte nur in 21–25, im Mittel 23 Längsreihen. Er ist außerdem wesentlich kleiner und nicht an Gewässer gebunden. Die beiden übrigen Arten der Gattung Agkistrodon sind in Mexiko und Mittelamerika verbreitet und kommen in den USA nicht vor.

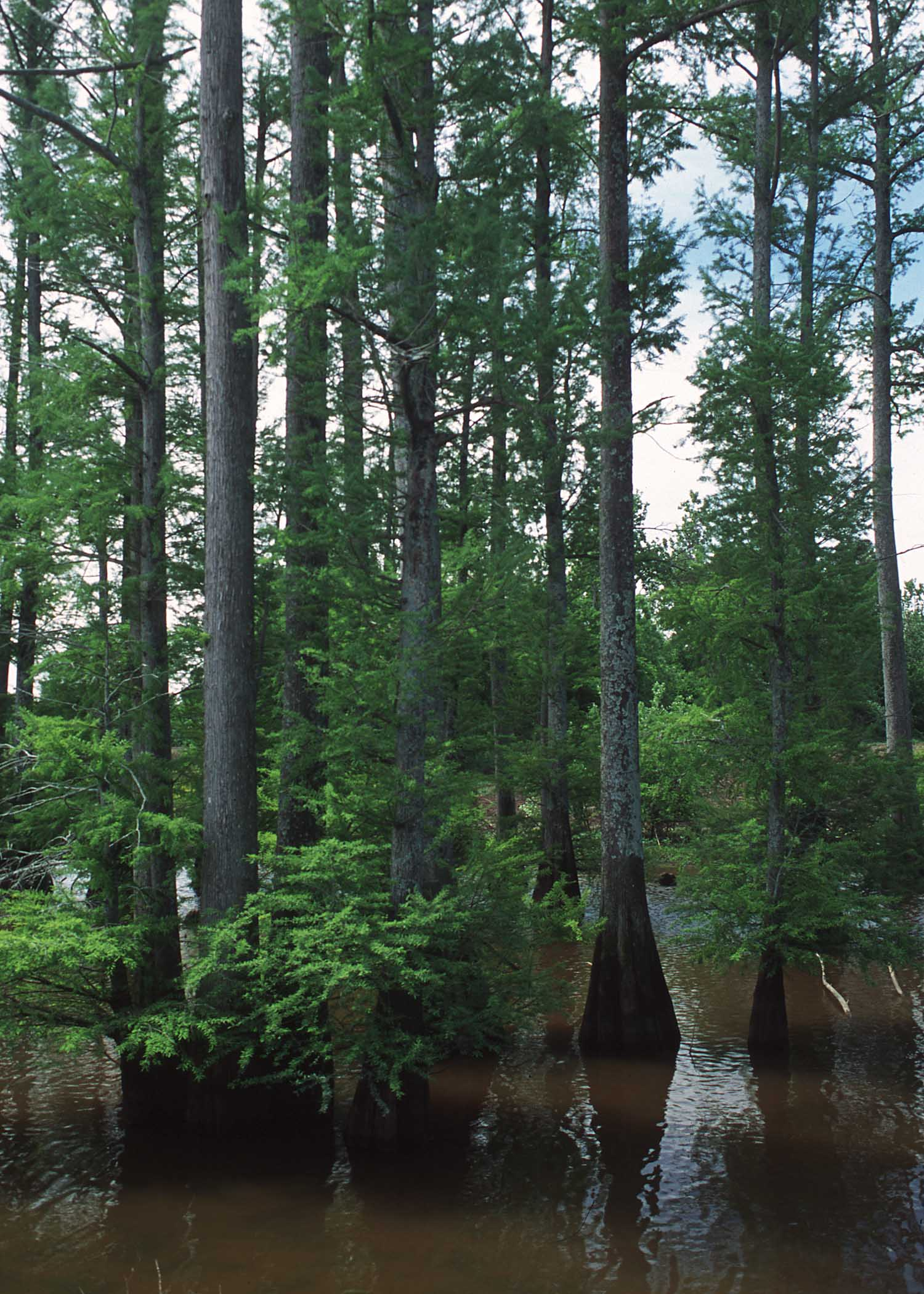
Sumpfzypressen-Sumpf (Taxodium distichum) in Mississippi; ein typischer Lebensraum der Wassermokassinotter

## Verbreitung und Lebensraum

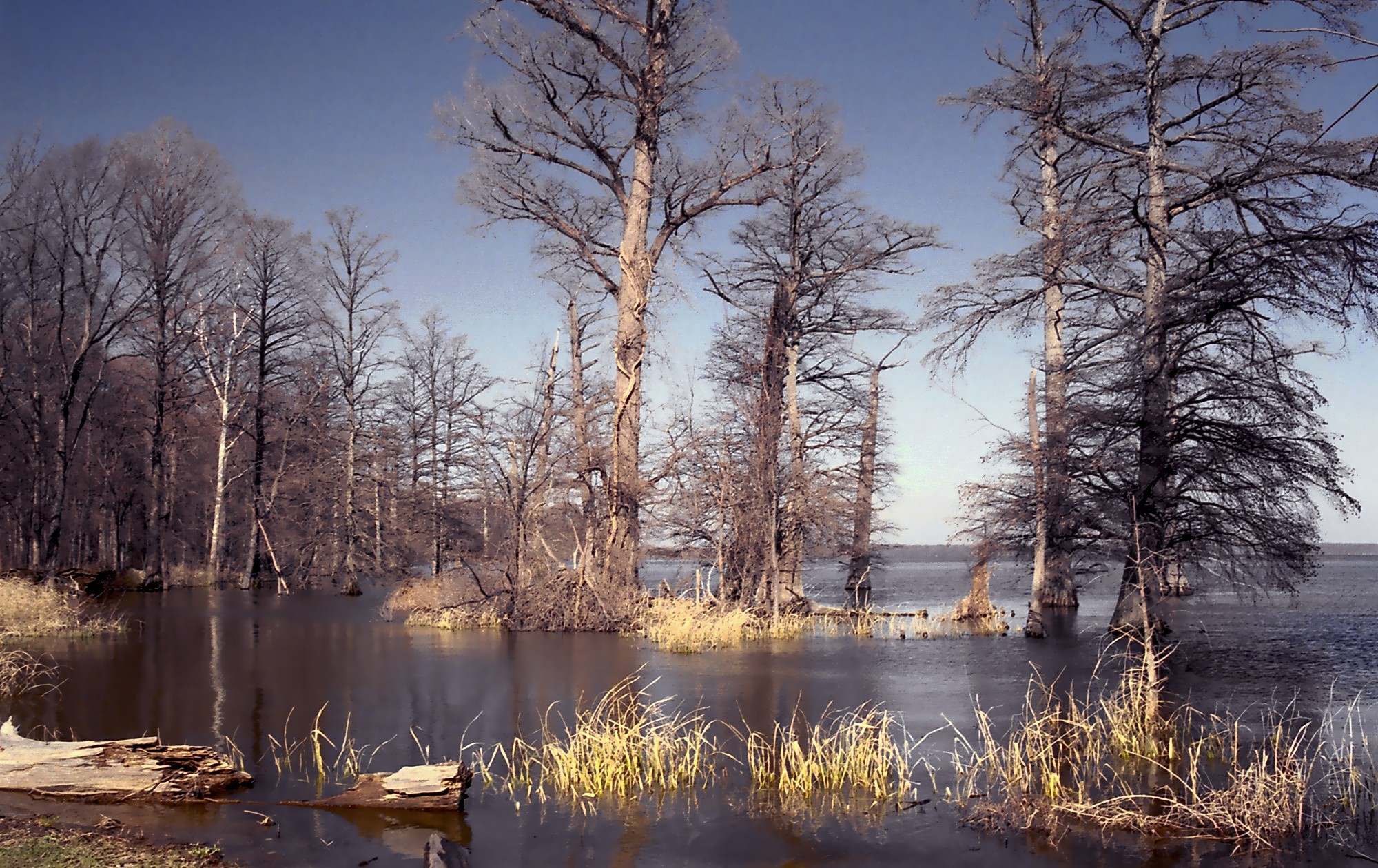
Sumpfzypressen-Nasswald am Reelfoot Lake in Tennessee (Frühjahrsaspekt)

Die Art bewohnt die wasserreichen Niederungen im Südosten der USA. Das Verbreitungsgebiet entspricht weitgehend dem Naturraum der Atlantischen Küstenebene (Atlantic Coastal Plain). Die Arealgrenze der Art verläuft im Westen durch Zentral-Texas und den Osten von Oklahoma, im Norden durch die Bundesstaaten Missouri, Illinois und dann, unter südlicher Umgehung der Appalachen, durch Georgia, North und South Carolina und Virginia bis zur Atlantik-Küste. Im Süden endet das Areal an der Grenze zu Mexiko, weiter östlich am Golf von Mexiko bzw. am Atlantik. Die Art schwimmt regelmäßig im Salzwasser und hat daher auch eine ganze Reihe von Inseln vor der Küste im Südosten der USA besiedelt.
Wassermokassinottern sind semiaquatisch und verbringen fast ihr ganzes Leben in oder sehr nah an permanenten Gewässern; das können langsam fließende Flüsse, Seeufer, Teiche, Sümpfe und selbst brackige Küstendeltas sein. Im größten Teil des Verbreitungsgebietes ist eine enge Bindung an Wälder unverkennbar, die Art gilt als charakteristisch für küstennahe Kiefernwälder (sogenannte Flatwoods) und Sumpfzypressen-Sümpfe. Bedingt durch die enge Bindung an Gewässer sind die Vorkommen auf Gebiete unter 500 m Meereshöhe beschränkt.

## Unterarten

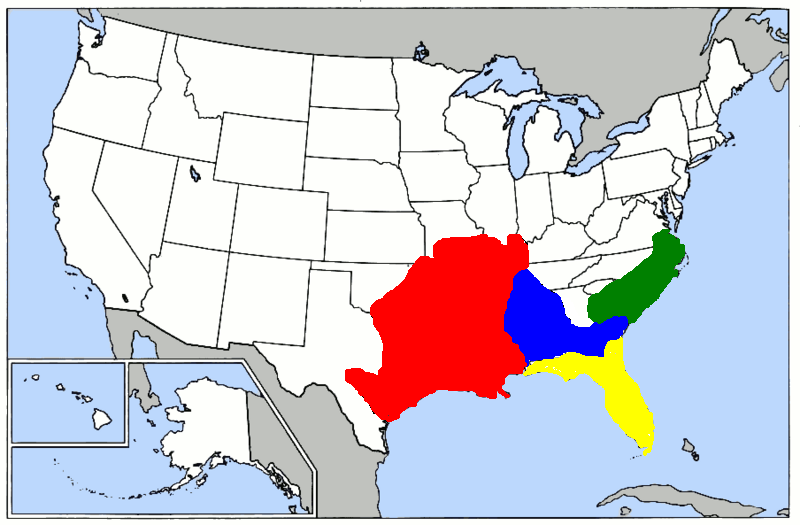
Verbreitung der Wassermokassinotter, differenziert nach Unterarten. Grün = Agkistrodon piscivorus piscivorus, gelb = A. p. conanti, rot = A. p. leucostoma; blau = Mischzone

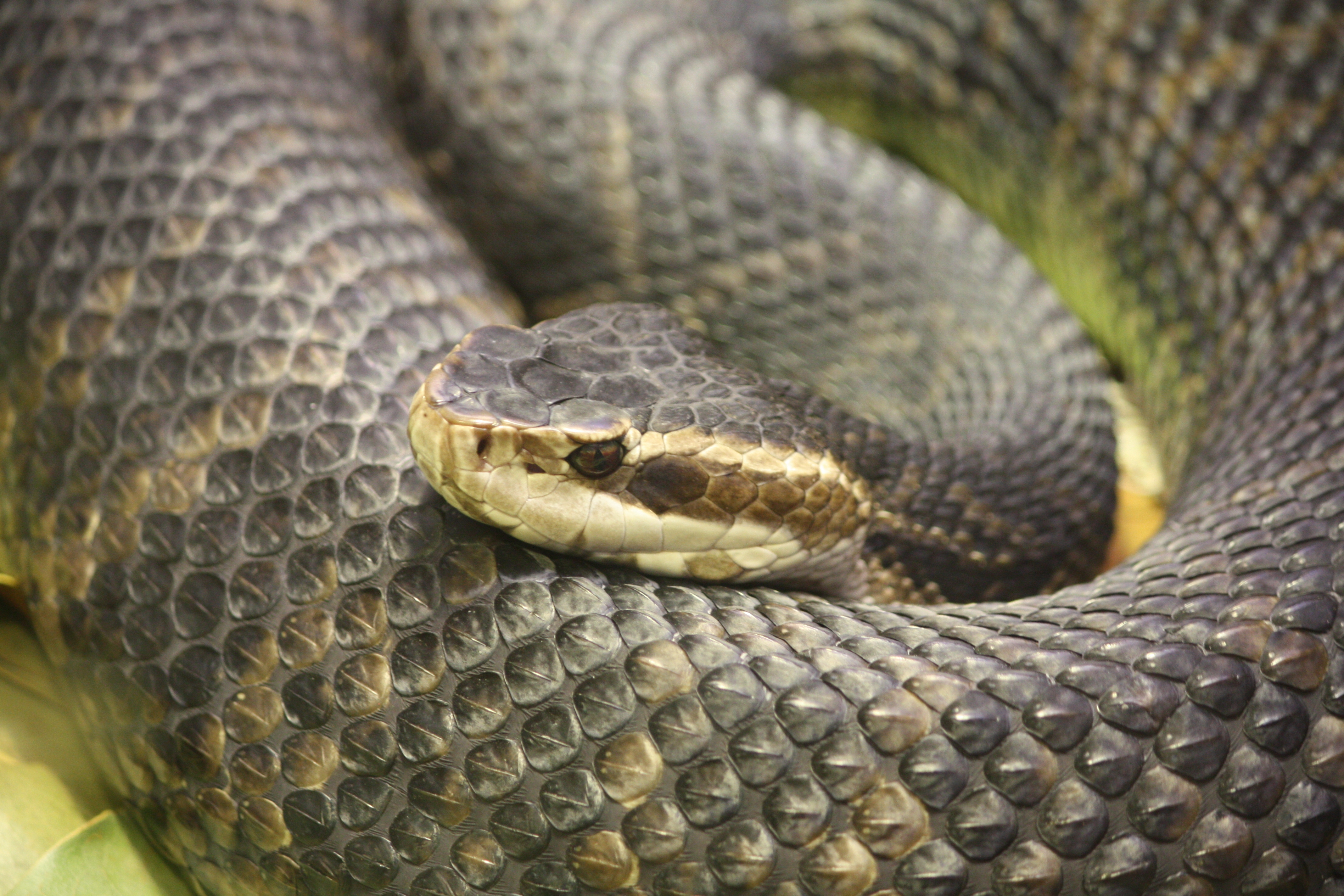
A. p. conanti

Heute werden drei Unterarten anerkannt. Die Verbreitungsgebiete der Unterarten grenzen unmittelbar aneinander; in den Randbereichen gibt es jeweils eine breite Mischzone.
- A. p. piscivorus: Entlang der Ostküste der USA von Virginia bis Alabama. Die Oberseite und die Kopfseiten sind blassbraun; im Alter bleibt eine Bänderung der Oberseite erhalten. Der dunkle Postokularstreifen, ein breiter, waagerechter Streifen hinter dem Auge, ist oben und unten durch eine gelbliche Pigmentierung schwach abgegrenzt; das Schnauzenschild (Rostrale) zeigt keine dunklen Streifen.
- A. p. conanti: Florida und südlicher Teil von Georgia. Oberseite und Kopfseiten sind sehr dunkel, fast schwarz; bei adulten Individuen ist die Bänderung der Oberseite schwach oder verwaschen. Der Postokularstreifen ist oben und unten durch eine sehr kräftige, helle Pigmentierung abgesetzt. Das Schnauzenschild (Rostrale) sowie die angrenzenden Nasenschilder (Prae-Nasalia) und Oberlippenschilder (Supralabialia) zeigen eine deutliche, senkrechte Streifenzeichnung.
- A. p. leucostoma: Vom Osten des Bundesstaates Texas über Ost-Oklahoma und Missouri nach Norden bis in den Süden von Illinois, nach Osten erreicht sie Kentucky, Tennessee und Alabama. Oberseite und Kopfseiten sind sowohl bei adulten als auch bei Jungtieren oft sehr dunkel braun oder schwarz; die Bänderung ist bei adulten Individuen oft kaum noch erkennbar. Der Postokularstreifen ist insbesondere wegen der nur sehr schwachen oberen hellen Begrenzung kaum ausgeprägt. Das Schnauzenschild (Rostrale) zeigt ebenfalls keine dunklen Streifen.

Die nächsten Verwandten der Art sind die Mexikanische Mokassinotter (A. bilineatus) und Agkistrodon taylori.

## Verhalten

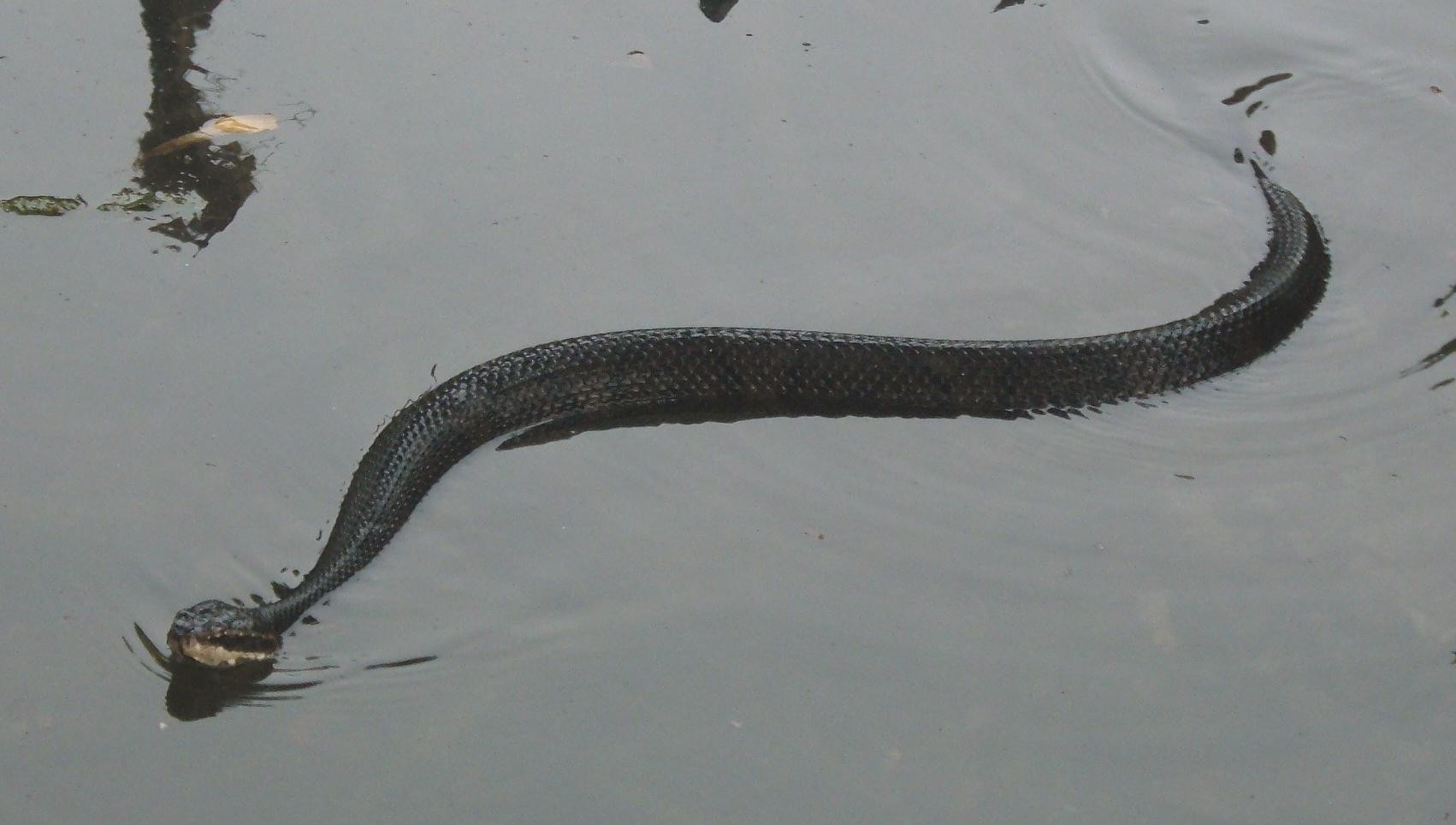
Schwimmende A. p. conanti

Diese Schlangen sind vorwiegend nachtaktiv. Morgens oder an kühlen Tagen sonnen sie sich am Gewässerufer oder auf Baumstämmen, sehr gern auch auf über das Wasser ragenden Ästen. An warmen, sonnigen Tagen ruht die Schlange zusammengerollt, im Schatten der Vegetation auch ausgestreckt. Die Wassermokassinotter schwimmt mit dem Kopf über der Wasseroberfläche. Zum Überwintern sucht die Schlange etwas höher gelegene Gebiete auf; als Winterquartiere wurden unter anderem hohle Bäume und Tierbaue nachgewiesen.

## Ernährung

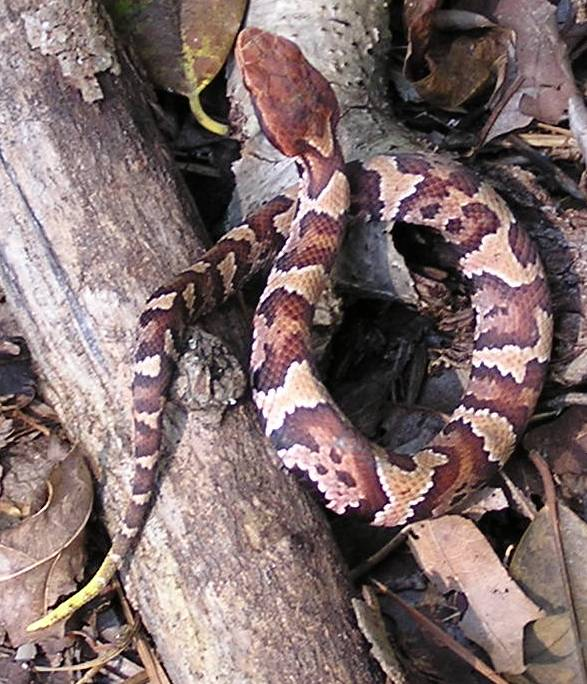
Wassermokassinotter (A. p. piscivorus), Jungtier mit auffallend gelbem Schwanzende

Wie alle Grubenottern hat die Wassermokassinotter spezielle Grubenorgane zwischen Nasenloch und Augen, mit denen sie Wärmestrahlung (Infrarotlicht) wahrnimmt, so dass sie auch nachts jagen kann. Die Nahrungssuche erfolgt jedoch auch optisch und mit dem Geruchssinn. Kleine Säuger und andere Landwirbeltiere werden blitzschnell gebissen und sofort wieder losgelassen. Sollten sie dem Gift nicht sofort erliegen, folgt die Schlange dem Geruch, bis sie die Beute gefunden hat. Fische werden nach dem Biss etwas länger festgehalten als Landwirbeltiere. Im freien Wasser fällt Mokassinschlangen die Erbeutung von Fischen schwer, bei einer experimentellen Untersuchung im Labor waren nur 13 % der Angriffe auf Fische im freien Wasser erfolgreich. Offenbar werden Fische meist in austrocknenden Wasserlöchern erbeutet oder in ähnlichen Situationen, in denen die Bewegungsfreiheit der Fische eingeschränkt ist.
Ungewöhnlich ist das Jagdverhalten von Jungtieren. Diese bewegen ihre helle Schwanzspitze als Köder hin und her, um Beute in ihre Nähe zu locken. Mit zunehmendem Alter schwindet die Farbe des Schwanzes ebenso wie das dazugehörige Verhalten.
Hauptbeute der Wassermokassinotter sind im größten Teil des Areals Fische und Frösche; zum Beispiel waren bei einer Untersuchung in Virginia die drei häufigsten Beutetiere Schreifrösche (Rana clamitans), Sonnenbarsche (Lepomis sp.) und Südliche Leopardfrösche (Rana sphenocephala utricularia). Das Nahrungsspektrum der Art ist jedoch sehr breit und umfasst außerdem praktisch alle kleinen Wirbeltiere ihres jeweiligen Lebensraumes, unter anderem kleine Schildkröten, junge Alligatoren, Echsen, Schlangen, Vögel und kleine Säugetiere. Kleine Wirbeltiere werden auch als Aas genutzt, in einem Fall wurden sogar ins Wasser geworfene Fischköpfe und -innereien gefressen.
Insbesondere Jungtiere fressen auch Wirbellose, nachgewiesen sind unter anderem Zikaden, Schmetterlingsraupen und Landschnecken. Zumindest in einer Studie in Louisiana wies das Nahrungsspektrum deutliche geschlechtsspezifische Unterschiede auf: Männchen fraßen überwiegend Fische, Weibchen vor allem Reptilien.
Ein extremes Beispiel für die Anpassungsfähigkeit von A. piscivorus ist die Population auf Seahorse Key, einer zu den Cedar Key Islands gehörenden, gewässerfreien Insel im Golf von Mexiko 12 km vor der Küste Floridas. Dort leben Wassermokassinottern von Februar bis Ende August überwiegend von Fischen, die in den dortigen Reiher- und Kormorankolonien von den Nestern herabfallen. Während des übrigen Jahres fressen sie dort vor allem Hausratten (Rattus rattus) und verschiedene Echsen.

## Fortpflanzung
Wassermokassinottern sind mit zwei Jahren (Männchen) bzw. drei Jahren (Weibchen) geschlechtsreif. Sie paaren sich im Herbst oder im Frühling unmittelbar nach Verlassen des Winterquartiers. Ähnlich wie beim nahe verwandten Kupferkopf sind die Weibchen offenbar in der Lage, nach herbstlichen Paarungen Spermien bis zum Frühjahr zu speichern.
Die Art ist wie alle Vertreter der Gattung lebendgebärend (ovovivipar), nach drei Monaten Tragzeit werden im Zeitraum August bis September zwei bis zwölf, im Mittel etwa acht Junge zur Welt gebracht. Die Jungen sind bei der Geburt 18 bis 35 cm lang. Große Weibchen bekommen mehr Junge; bei einer Studie in Florida enthielten die kleinsten Weibchen (< 80 cm Körperlänge) drei bis fünf Embryos, die größten (> 100 cm Körperlänge) acht bis elf Embryos.
Es wurde mehrfach beobachtet, dass Weibchen kurz vor der Geburt der Jungen kleine Gruppen bilden. Nach der Geburt werden die Jungtiere von den Weibchen einige Tage bewacht.

## Lebenserwartung
Angaben zum durchschnittlichen und maximalen Alter freilebender Individuen gibt es nicht, in Gefangenschaft erreichte eine Wassermokassinotter ein Alter von 24 Jahren und 6 Monaten.

## Bestandsentwicklung und Gefährdung
Bedingt durch Lebensraumveränderungen ist der Bestand der Art in vielen Teilen ihres Areals zurückgegangen, aber in geeigneten Lebensräumen ist sie immer noch häufig. In einem sumpfigen Bereich in Kentucky wurde der Bestand in den 1950er-Jahren auf 300 Individuen auf 0,405 Hektar (4.050 m²) geschätzt, am Mississippi konnten in den 1960er Jahren in einer Stunde 50 Individuen gefangen werden.
In sehr trockenen Jahren bricht der Bestand regional offenbar stark ein, in normalfeuchten Jahren erholt sich die Population jedoch wieder sehr schnell. Insgesamt gilt die Art noch immer als ungefährdet.

## Verhalten gegenüber Menschen

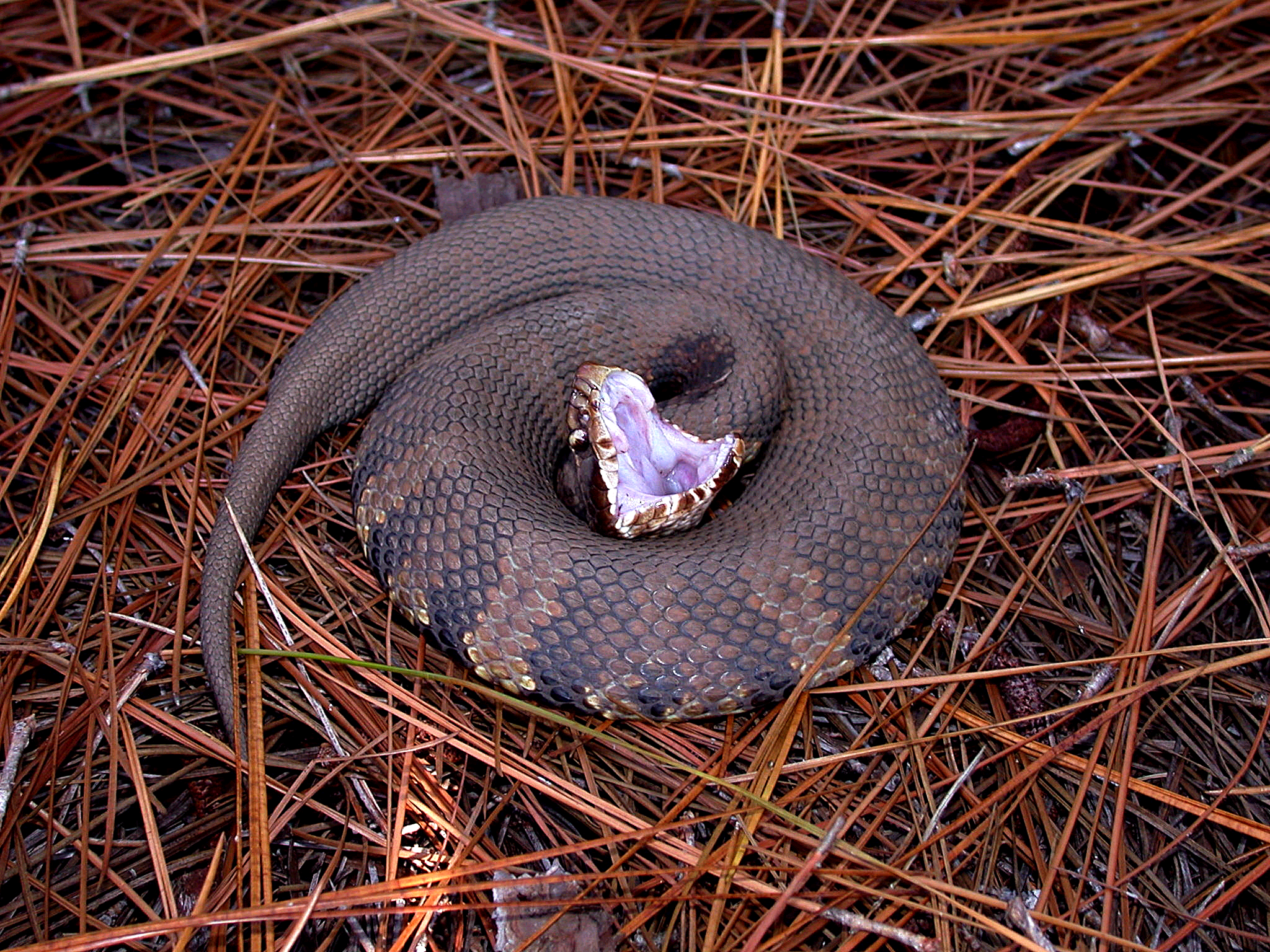
Drohende Wassermokassinotter

Wassermokassinottern gelten als aggressiv, doch bei einer Studie, die Aufschluss über das Verhalten wild lebender Wassermokassinottern beim Zusammentreffen mit Menschen geben sollte, versuchten 51 % der Schlangen zu fliehen, und 78 % nutzten Drohgebärden oder andere Verteidigungstaktiken. Nur 36 % (13 von 36) bissen zu, als man mit einer künstlichen Hand nach ihnen griff. Außerdem haben bei dem Versuch viele Schlangen beim Biss kein Gift injiziert. Solch ein „trockener“ Biss könnte also auch nur eine weitere Drohgebärde sein. Anders als die meisten Schlangen richtet sich die Wassermokassinotter bei Gefahr auf und öffnet ihr Maul, um Angreifer zu warnen. Dieses Verhalten wird oft als aggressiv interpretiert, aber wenn sie dann in Ruhe gelassen wird, ergreift sie die Flucht.
Oft halten Laien in den USA jede Schlange, die sie in oder bei Gewässern antreffen, für eine Wassermokassinotter, was aber meist ein Trugschluss ist. Harmlose wasserbewohnende Schlangen wie die Schwimmnattern (Nerodia sp.) sind viel häufiger als die Wassermokassinotter, verhalten sich manchmal aggressiv und imitieren durch die Haltung des Kopfes eine Grubenotter. Dieses Verhalten wirkt auf Laien sehr überzeugend. Zu Lande wird oft die Östliche Hakennatter (Heterodon platirhinos) mit der Wassermokassinotter verwechselt. Auch sie imitiert die Otter, wenn auch nicht so überzeugend wie die Wassernattern, und zischt sehr laut zur Verteidigung.

## Giftwirkung bei Menschen
Die Toxingemische der Grubenottern sind die mit Abstand komplexesten natürlichen Gifte. Sie enthalten eine Mischung von Enzymen, niedermolekularen Polypeptiden, Metallionen und anderen, in ihrer Funktion bisher kaum verstandenen Komponenten. Entsprechend vielfältig sind die Wirkungen dieser Gifte.
Das Gift von A. piscivorus wirkt stark proteinabbauend und führt daher zur Zerstörung von Gewebe. Es verursacht starke Schmerzen, Rötungen, Schwellungen und Nekrosen in der Umgebung der Bissstelle. Das Gift wirkt hämolytisch und gerinnungshemmend, in schweren Fällen kann es die Blutgerinnung völlig unterbinden. Es bewirkt weiterhin eine Ausschüttung des Peptids Bradykinin, das unter anderem einen Abfall des Blutdrucks, Übelkeit, Brechreiz, Durchfall und eine Schmerzverstärkung verursacht. Es enthält außerdem das Enzym Phospholipase A2, das eine toxische Wirkung auf Muskelfasern hat.
Eine systematische Erfassung gibt es nicht, aber nach Schätzungen werden in den USA jährlich etwa 8000 Menschen von Giftschlangen gebissen. Etwa 9 % der Bisse, also ungefähr 700, erfolgen durch Wassermokassinottern. Todesfälle durch Bisse von A. piscivorus sind sehr selten. Die Anzahl der durch Giftschlangen verursachten Todesfälle in den USA wurde in den 1960er und 1970er Jahren auf neun bis vierzehn pro Jahr geschätzt. Der Großteil dieser Todesfälle war auf Bisse von Klapperschlangen (Crotalus sp.) zurückzuführen, nur 6,6 % (also weniger als ein Todesfall pro Jahr) auf Wassermokassinottern. Für die 1980er und 1990er Jahre geht man von noch erheblich niedrigeren Zahlen aus. Hier spiegelt sich sicher auch die deutlich verbesserte medizinische Behandlung von Schlangenbissen wider.
Die Gewebezerstörungen können jedoch irreversibel und mit einem dauerhaften Funktionsverlust der betroffenen Gliedmaße verbunden sein. Wie andere Grubenottern injiziert auch diese Art nicht unbedingt bei jedem Biss Gift in die Wunde (siehe oben), aber jeder Biss sollte ernst genommen werden und medizinische Hilfe gesucht werden, auch wenn keine sofortige Giftwirkung erkennbar ist.
Wegen ihrer Giftigkeit wird A. piscivorus für das Ritual des Schlangenanfassens verwendet, das einige wenige amerikanische Pfingstgemeinden praktizieren. Dabei nehmen die Beteiligten als Glaubensbeweis einen Biss in Kauf.